# Kadu Bouranee

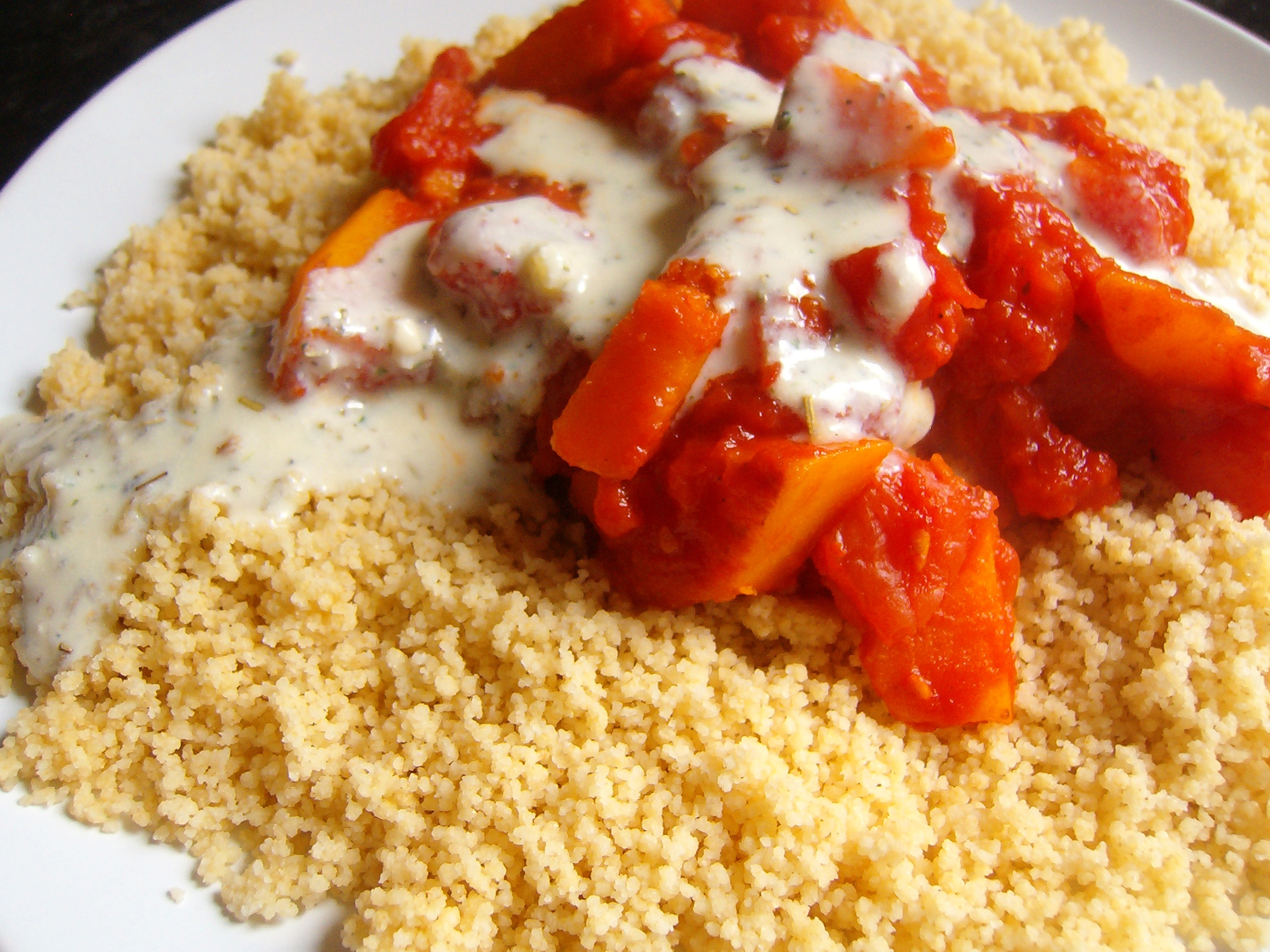
Kadu Bouranee, vegane Variante (mit Tofu-Minzsauce) auf Couscous

Kadu Bouranee ist eine afghanische Speise. Sie wird aus Kürbisschalen und Auberginen gekocht und mit Chaka (saure Sahnesauce) und getrockneter Minze dekoriert. Kadu Bouranne wird mit Brot oder Reis gegessen.

## Einzelnachweis
1. ↑  Rezept (englische Variante)